# 808 State
808 State is een elektronicagroep uit Radcliffe, Groot-Brittannië en ontleent zijn naam aan de legendarische drumcomputer Roland TR-808. De muziek van 808 State varieert van house, techno, ambient tot acid house. De groep is met name bekend om de househit Pacific state. In het Verenigd koninkrijk is de band rond 1990 zeer populair.

## Historie
De groep werd in 1987 opgericht door Graham Massey (1960), Martin Price en Gerald Simpson (1967). In januari van 1988 namen ze het album Newbuild op, dat het eerste acidhousealbum van Britse makelij is. De grote doorbraak kwam echter met het toegankelijke nummer Pacific state (1989), dat in eigen land een top 10-hit werd. Niet lang daarna verliet Gerald de groep echter na een conflict, waarna hij als A Guy Called Gerald solo begon. Zijn plek werd opgevuld door Darren Partington (1 november 1969) en Andrew Barker (1969). Het nieuwe viertal nam het album 808:90 (1989) op en maakte met rapper MC Tunes het nummer The only rhyme that bites.
Voor het album Ex:el (1991) werd de lat hoger gelegd en werden er meerdere vocale tracks opgenomen. Op het album zijn er bijdragen van zanger Bernard Sumner en ook van IJslandse zangeres Björk, die dan nog totaal onbekend was. Haar gastbijdrage was een opstapje voor haar eigen carrière. Het album was goed voor meerdere hits in eigen land zoals Lift en Cubik. Eind 1991 verliet Martin Price de groep omdat hij geen zin meer had in tournees. Hij stortte zich in een grote hoeveelheid werkzaamheden voor anderen en voor zichzelf. Het overgebleven drietal nam Gorgeous op. De UB40-bewerking One in ten werd ook in Nederland een hit.
Na vier jaar stilte werd het album Don solaris uitgebracht, waarop ingespeeld wordt op de populariteit van breakbeat. Het album bevat bijdragen van Mike Doughty, James Dean Bradfield en Louise Rhodes van Lamb. Het verkoopsucces van eerdere albums werd niet gehaald. In 1998 bracht de band tien jaar na het eerste album de verzamelaar 808:88:98 uit met daarop de hits van de groep.
Daarna was het een hele tijd stil. In de zomer van 2001 werd een nieuw album opgenomen. De groep had echter moeite om een label te vinden om het werk uit te brengen. In 2002 werd dan eindelijk Outpost transmission uitgebracht. Dit album bleef echter in de marge steken. In 2004 werden obscure oude tracks uit de beginperiode opnieuw uitgebracht. Dit gebeurde met het album Prebuild, dat op Rephlex verscheen.
De jaren daarna begon 808 state zijn werk in eigen beheer uit te brengen. De muziek verschijnt sindsdien enkel nog als mp3 en is op de website te downloaden. In 2011 werd een grote hoeveelheid niet eerder uitgebracht werk verzameld op de albums State to state 3 en Blueprint. Ook solo startte Massey allerlei nieuwe projecten. Zo startte hij het soloproject Massonix, waarmee hij de albums Subtracks en Hollingsville opnam. En hij richtte de band Sisters Of Transistors op, waarvan het album At The Ferranti Institute verscheen.
In 2014 werd Darren Partington opgepakt wegens het dealen van drugs. Naar eigen zeggen deed hij dat om een schuld bij zijn eigen dealer in te lossen nadat deze hem en zijn gezin bedreigde. Partington werd tot anderhalf jaar cel veroordeeld.

## Bezetting

### Huidig
- Graham Massey (1987-heden)
- Andrew Barker (1989-2021), Barker overleed op 53-jarige leeftijd.[3]
- Darren Partington (1989-heden)

### Vroegere leden
- Martin Price (1987-1991)
- Gerald Simpson (1987-1989)

## Discografie

### Albums
- Newbuild (1988)
- Quadrastate (1989)
- Ninety (1989)
- Utd. State 90 (1990)
- Ex:el (1991)
- Gorgeous (1993)
- Forecast (1994)
- State to State (1994)
- Don Solaris (1996)
- Thermo Kings (1996)
- 808:88:98 (1998)
- State to State 2 (2002)
- Outpost Transmission (2003)
- Prebuild (2004)

### Singles
- Pacific (1989)
- The Extended Pleasure of Dance (EP) (1990)
- The Only Rhyme That Bites (1990)
- Tunes Splits the Atom (1990)
- Cubik/Olympic (1990)
- In Yer Face (1991)
- Ooops (1991)
- Lift/Open Your Mind (1991)
- Time Bomb/Nimbus (1992)
- One In Ten (re-mix) (1992)
- Plan 9 (1993)
- 10 X 10 (1993)
- Bombadin (1994)
- Bond (1996)
- Lopez (1997)
- More Than A Friend (remix van Just a Friend van Biz Markie) (1997)
- Pacific/Cubik (re-mixes) (1998)
- The Only Rhyme That Bites 99 (1999)